# Tibberup (Helsingør)
Tibberup er en tidligere landsby i Tikøb kommune, nu en bydel i Espergærde.

## Etymologi
Forleddet menes at være et mandsnavn. Endelsen -torp viser, at der er tale om en udflytterbebyggelse.

## Historie
Tibberups oprindelse fortaber sig i middelalderen. 1458 omtales Tibberup i Esrum Klosters brevbog. Af jordebogen for Kronborg len fra 1588-89 fremgår, at der da fandtes 7 fæstere i landsbyen. 1672 lagdes landsbyen under Krogerup gods. Tibberup havde ifølge matriklen 1682 6 gårde, 4 hele og 2 halve gårde, samt et hus med jord. Landsbyen havde trevangsbrug. Der fandtes da ingen mølle ved byen, så bønderne anvendte Nive mølle eller Helsingørs vejrmøller. Ud for kysten fandtes et ålestade delt i en halvpart og to kvarte parter; brugerne måtte yde 1 rigsdaler i landgilde.
I tilknytning til landsbyen men nærmere ved kysten opførtes i 1697 Tibberup mølle (oprindeligt en stubmølle, 1870 afløst af en hollandsk vindmølle).
Fra den nordlige nabolandsby Mørdrup gik Hovvej til Tibberup og herfra videre til Krogerup gods, som landsbyerne dengang hørte under. Omkring 1742-43 lod Krogerup gods bygge en skole, der virkede til 1780-erne. En afløser opført 1792 midt mellem Tibberup og Mørdrup fungerede til 1896.
Efter oprettelsen af en station ved Kystbanen omtrent midt mellem Mørdrup og fiskerlejet Espergærde begyndte sidstnævnte at vokse til en stationsby med et bycenter ved Strandvejen. I takt hermed begyndte byen at vokse ud langs sine udfaldsveje, herunder til Tibberup, som med tiden udviklede sig til en bydel i Espergærde. Oprindeligt byggedes ved landsbyen (især ved kysten) landliggersteder, men med tiden helårsbeboede villaer.
I 1960 var byudviklingen så fremskreden, at Tikøb Sogneråd besluttede at lade udarbejde en ny byplan for Espergærde. Denne byplan forudså, at hele området mellem det daværende Espergærde øst for Kystbanen, Mørdrup mod nordvest og Tibberup mod sydvest i fremtiden skulle udbygges til et samlet byområde med boliger, butikscenter og skoler øst for Hovvej og et erhvervsområde i byens nordvestlige del vest for Hovvej. Denne byplan blev stort set udført i løbet af 1960-erne, og den præger fortsat bydelen.

## Vejnet
De mest dominerende veje i Tibberup er Hornbækvej, der løber i øst-vestlig retning omtrent midt gennem bydelen frem til Ny Strandvej, der forløber i nord-syd-gående retning i bydelens østlige del. Hornbækvej har afløst den gamle Tibberupvej, mens Ny Strandvej (anlagt 1933-34) har afløst Gammel Strandvej som vigtigste vej for trafikken. Både Hornbækvej og Ny Strandvej er anlagt som brede tosporede veje med gang- og cykelstier i begge sider.
Fra Hornbækvej mod nord udgør Hovvej i den vestlige del af byområdet og Kofoed Anchersvej i den centrale del af byområdet de vigtigste større adgangsveje.
Da området blev udbygget, blev der lagt vægt på et separeret vej- og stinet. Dette indebærer blandt andet, at adgangen for gående og cyklende fra de boligområder, der ligger syd for Hornbækvej (og vest for Kystbanen) til Tibberupskolen og en lokal købmand, skulle ske via en tunnel under Hornbækvej og ad en separat gang- og cykelsti.

## Boligområder
Bydelen kendetegnes af en række boligkvarterer med hver deres særpræg og historie.
I bydelens vestligste del (vest for Hovvej) ligger to boligkvarterer opført på henholdsvis Grydemosegårds og Hovgårdens jorder (således Grydemosegårdbebyggelsen, opført 1982 og 1987, og "Hovgårdsparken", opført 1994).
Mellem Hovvej og Kofod Anchersvej ligger et stort villaområde overvejende bebygget i 1960-erne og kendetegnet ved stamveje og til dels med et separeret stisystem. Området omkring Egegården ligger som et grønt område i kvarterets nordlige del.
Mellem Kofod Anchersvej og Kystbanen ligger et stort etageboligområde, Tibberupparken, opført i 1960-erne. I tilknytning hertil anlagdes Tibberupskolen.
Syd for Hornbækvej ligger et boligområde af sammensat karakter. En del af bebyggelsen har historiske rødder og store dele var oprindeligt sommerhuse, der siden er overgåede til helårsbeboelse. I 1970 blev Grøndalsgården nedrevet og erstattet af et nyt boligbyggeri, Grøndalsvænget. På grund af byggeriets udseende fik det i folkemunde navnet "Radiatorhusene".
Øst for Kystbanen ligger boligområder både omkring Gammel Strandvej til dels prægede af store herskabsvillaer og tidligere landliggerejendomme, og omkring Ny Strandvej.

## Skoler
Der ligger to skoler i bydelen: Tibberupskolen ligger centralt nær Kystbanen mens Grydemoseskolen ligger i bydelens vestligste udkant.

## Erhverv
Egentlige erhvervsområder findes ikke i bydelen, men der har tidligere været forskellige værksteder og andre mindre erhverv især øst for Kystbanen. Disse erhverv er i dag stort set helt forsvundet.

## Bygningsbevaring
Enkelte af de gamle gårde er bevarede, således Egegården, der fungerer som forsamlingshus. Desuden findes andre ældre bygninger bevarede.